# Цесьле (Плешевський повіт)
Цесьле (пол. Cieśle) — село в Польщі, у гміні Голухув Плешевського повіту Великопольського воєводства.
Населення — 87 осіб (2011).
У 1975-1998 роках село належало до Каліського воєводства.

## Демографія
Демографічна структура станом на 31 березня 2011 року:
|          | Загалом | Допрацездатний вік | Працездатний вік | Постпрацездатний вік |
| -------- | ------- | ------------------ | ---------------- | -------------------- |
| Чоловіки | 45      | 8                  | 34               | 3                    |
| Жінки    | 42      | 8                  | 22               | 12                   |
| Разом    | 87      | 16                 | 56               | 15                   |